# Pécsely
Pécsely è un comune dell'Ungheria di 560 abitanti (dati 2001). È situato nella contea di Veszprém.